# Danielle Perpoli
Danielle Perpoli (* 7. März 1968 in Melbourne, Australien) ist eine ehemalige italienische Leichtathletin, die sich auf den Sprint spezialisiert hat.

## Sportliche Laufbahn
Erste internationale Erfahrungen sammelte Danielle Perpoli vermutlich im Jahr 1994, als sie bei den Europameisterschaften in Helsinki mit 53,81 s in der ersten Runde im 400-Meter-Lauf ausschied und mit der italienischen 4-mal-400-Meter-Staffel in 3:33,31 min den Finaleinzug verpasste. Im Jahr darauf schied sie bei den Weltmeisterschaften in Göteborg mit der Staffel mit 3:30,88 min im Vorlauf aus, ehe sie bei der Sommer-Universiade in Fukuoka mit 55,53 s im Halbfinale über 400 Meter ausschied. 1997 belegte sie bei den Mittelmeerspielen in Bari in 23,06 s den vierten Platz im 200-Meter-Lauf und schied anschließend bei den Weltmeisterschaften in Athen mit 23,96 s in der ersten Runde aus. Zudem verhalf sie der Staffel zum Finaleinzug. Auch bei den Leichtathletik-Weltmeisterschaften 1999 in Sevilla kam sie im Staffelbewerb im Vorlauf zum Einsatz und verhalf dem Team zum Finaleinzug. 2001 belegte sie bei den Mittelmeerspielen in Tunis in 54,04 s den vierten Platz über 400 Meter und gewann mit der Staffel in 3:38,90 min die Silbermedaille hinter dem französischen Team. Im Jahr darauf gewann sie bei den Halleneuropameisterschaften in Wien in 3:36,49 min gemeinsam mit Daniela Reina, Patrizia Spuri und Carla Barbarino die Bronzemedaille hinter den Teams aus Belarus und Polen. Im August schied sie dann bei den Freiluft-Europameisterschaften in München mit 52,34 s in der ersten Runde über 400 Meter aus. 2003 verpasste sie bei den Weltmeisterschaften nahe Paris mit der Staffel mit 3:32,00 min den Finaleinzug und 2006 beendete sie ihre aktive sportliche Karriere im Alter von 38 Jahren.
In den Jahren 1999 und 2000 wurde Perpoli italienische Meisterin im 200-Meter-Lauf sowie 1995 und 2002 über 400 Meter. Zudem wurde sie 2002 Hallenmeisterin über 400 Meter.

## Persönliche Bestleistungen
- 200 Meter: 23,06 s (−0,9 m/s), 17. Juni 1997 in Rieti
- 400 Meter: 51,85 s, 22. Juni 2002 in Annecy
  - 400 Meter (Halle): 53,90 s, 16. Februar 2002 in Genua